# パリピ孔明
『パリピ孔明』（パリピこうめい）は、原作：四葉夕卜、漫画：小川亮による漫画作品。『コミックDAYS』（講談社）にて、2019年12月31日から2021年11月16日まで連載。その後、同社の週刊誌『週刊ヤングマガジン』に移籍して、2021年52号より連載中。　

## 概要
五丈原の戦いで病死した諸葛亮孔明が若き日の姿でハロウィン真っ只中の現代日本・東京都渋谷に転生し、そこで出会った駆け出しのシンガーソングライター・月見英子の夢を叶える軍師として活躍する姿を描く物語。なお、題名の「パリピ」は「パーティー・ピープル」が日本で短縮・俗語化した語に由来する。
第1巻発売時にはTVCM、第2巻発売時にはボイス付きの記念PV、および第1話のデジタルボイスコミックが公開された。声優は、諸葛孔明役は諏訪部順一、月見英子役は鬼頭明里であった。
2020年には「次にくるマンガ大賞 2020」にて、特別賞に相当する「U-NEXT賞」を受賞した。
2025年7月時点で単行本の累計部数は260万部を突破している。
2022年4月から6月まで、テレビアニメが放送された。
2023年9月27日から11月29日まで、向井理主演でフジテレビ系列にてテレビドラマが放送された。2025年4月にテレビドラマの続編となる実写映画版が公開予定。

## あらすじ
時は西暦234年、中国で魏・呉・蜀の3つの国が覇を競っていた三国時代。稀代の天才と謳われた蜀の軍師・諸葛亮孔明は、魏と蜀が争う五丈原の戦いの最中に病で倒れ、今際の際に「次の生があるならば、戦のない平和な時代に生まれたい」と願いながら病没した。
そして時は流れ、現代の日本。死んだはずの諸葛亮は若返った姿で再び生を受け、何故か生前の服装のまま中国ではなく東京・渋谷の路地で目を覚ました。その直後、酔っ払った若者に連れられて入った一軒のクラブで、諸葛亮は月見英子という駆け出しのシンガーソングライターの歌声に魅了される。
あくる朝、渋谷の道端で泥酔して眠っていた諸葛亮は英子に発見され保護され、自分が約1800年後の日本に転生したことを知る。諸葛亮は自分を保護し、心を満たしてくれた英子の恩義に報いるべく、軍師（マネージャー）になることを申し出て、彼女をスーパースターにするためにその知略で数々の奇跡を起こしていく。

## 登場人物

### 主人公
諸葛亮孔明（しょかつ りょう こうめい）
モデルは、三国時代に蜀の丞相を務めた諸葛亮。
普段から鶴氅・綸巾・羽扇の姿をしている。拱手の姿勢を取りながら「姓は諸葛、名は亮、字は孔明」と名乗るため、三国志を知る者にはコスプレイヤーと思われている。鶴氅はコインランドリーで洗濯しており、洗濯中はジャージ姿である。
234年に中国五丈原で病死したが、2019年10月31日にハロウィン真っ只中の東京渋谷へ若き日の姿で転生する。記憶は死亡直後の続きであり、日本語の読み書きや会話に精通しており、知識の吸収が早いため日常生活に何ら支障が無い。
目覚めた直後、地獄へ落ちたものと勘違いしていた。そこで出会った月見英子に保護され、英子のスマホのウィキ検索で、自らが1800年後の世界へ転生したことを知る。ただ、それからはすぐに現代社会に順応する。英子の歌に感銘を受け、軍師（マネージャー）として前世でなし得なかった「太平の世を作る事」を目的に活動を開始する。
英子が大手レーベルからの誘いを断ると、三大レーベルであるKEY TIME（キータイム）、V-EX（ブイエックス）、SSSミュージックに対抗するインディーズレーベル「フォース・キングダム」を新設する。

### フォース・キングダム / BBラウンジ
諸葛亮孔明らが設立したインディーズレーベルと、その所在地となる渋谷のクラブ。
月見英子（つきみ えいこ）
名前の由来は、諸葛亮の妻・黄月英。
EIKOとして活動し、ベルギーで開催される世界最大のフェス「VOICELL LAND」（ヴォイセルランド）出演を目指すアマチュアシンガーソングライター。
京都出身。両親が離婚し、母と祖母によって育てられる。2017年、高校の修学旅行で訪れた渋谷駅にて飛び込み自殺をしようとした所を小林に救われ、「BBラウンジ」でゲスト出演していたアメリカの歌姫マリア・ディーゼルの歌によって希望を取り戻す。自らも歌手として人を感動させるという夢を持ち、誰もが魅了される歌声と孔明の計略で実力と知名度を高めていく。
三国志に全く興味がなく、「軍師」「民草」などの古語にも疎い。孔明の身の上話も信じていないが、彼のマネージャーとしての手腕には信頼を寄せる。ミア西表やJET JACKETとの対バンで自信をつけたことを皮切りに、KABE太人やAZALEA、若月三兄弟やオシカル（白馬ラナ）らとの友情を深め、絶縁していた母親と和解するなど成長。2020年開催の「サマーソニア」では前園ケイジの妨害に苦しめられるものの、孔明の計略や仲間の協力で、観客動員を311人から43,000人にまで増やした伝説を残す。
マリアからアメリカ行きを誘われるもそれを断り、孔明とともに日本国内で知名度を上げるための活動を進める。
小林（こばやし）
「BBラウンジ」の男性オーナー。英子と孔明の保護者的存在。黒服で強面だが、極度の三国志オタク。囲碁を嗜む。大学時代はアメリカに留学したことがあり、マリア・ディーゼルとはその頃から交流が続いている。
英子が渋谷駅で飛び込み自殺しかけたところを引き止め、音楽の世界へと誘う。歌手活動を支援しているが、自身の経営するクラブが英子向きではないことも分かっており、その才能が埋もれることを惜しんでいる。
孔明とは面接での質疑応答で意気投合し、フロアスタッフとして雇い入れる。当初は孔明のことを成り切りコスプレイヤーだと思っていたが、彼の策がマネージメントの応用力へと転換される凄さを毎回目の当たりにしたことで、参謀の立ち位置へと変えていく。
孔明の能力と兵法を理解しつつ、音楽業界の知識と照らし合わせて解説することもある。
KABE太人（カベ たいじん）
本名は河辺太人（かべ たいじん）。MCバトル選手権DRM3年連続制覇。「無敵のフリースタイラー」の異名を持つ若き天才ラッパー。すれ違う者が口ずさむ言葉に即興で韻を踏み、ラップに変える才能を持つ。
陰キャを自認していてプレッシャーに弱く、MCバトルで急性胃潰瘍を患って倒れて以来、ラップの表舞台からは身を引いていた。ライバルである赤兎馬カンフーからも復帰を熱望されていたが、それを無視し続ける。しかし、BBラウンジで聴いた英子の歌声と孔明とのMCバトルで熱い心を取り戻し、ラッパーとして再起する。その際、孔明の煎じ薬で胃潰瘍も完治している。
以降は「10万イイネ企画」をはじめ、英子が出演するライブやイベントに共演することが多くなる。サマーソニアでは写真が発端で孔明と対立し、前園ケイジに引き抜かれる。しかし、これは孔明の計略で、SNSでファン同士の連携を強めさせ、ケイジがゴーストライターを使っていることをステージ上で暴露する。
DJ SATORI（ディージェイ サトリ）
BBラウンジ専属の男性DJ。眼鏡をかけており寡黙。赤兎馬カンフーとは旧知の仲。
英子から全幅の信頼を寄せられており、出演するライブやイベントには必ず同行している。孔明がDJを引き受けた際には、替え玉として場を盛り上げる。
メガネボーイ
孔明に密偵として雇われたスタッフの男性。「ボーイ」とも呼ばれる。
英子の写真を報酬に、孔明の手足として映像編集や情報収集、ネット工作などを行う。女装をすることがあり、衣装は手作り。通常のスタッフとして働くこともある。
東海林ハジメ（しょうじ ハジメ）
フォース・キングダムの男性社員。元SSSミュージックの社員。スカウトに長け、孔明を「老師」と呼ぶ。小柄で小太り。
SSSミュージック時代、プロデューサーとして4人組バンド「わがものがおり」をデビューさせる。しかし、アーティスト任せにしすぎたため担当を外され、後任担当者のアシスタントに降格となる。
孔明とは代々木アートフェスから面識があり、後に三国志のファンとなる。アーティストを第一に考えており、「レーベルのボーダーレス化」の理念のもとSSSミュージックを退社し、新レーベル「フォース・キングダム」を孔明とともに設立する。
櫻井詩乃（さくらい しの）
フォース・キングダムの女性事務員。事務処理のスペシャリストだけでなく、乗馬や格闘技のスキルもある。
孔明により臨時職員として雇われる。自身の夢や趣味を見出だせず、悪徳ホスト・結城超主萌に貢ぐことを生きがいとしていたが裏切られる。しかし、英子の歌に感動して新たな生きがいを見つけ、フォース・キングダムの正社員となる。
イースト・サウス
男性2人組のロックバンド。大学時代に結成。2014年にアナログ盤「風のロック」をリリースし、AZALEAにも影響を与えるが、2018年に活動を休止。契約金1億円で前園ケイジのゴーストライターとなっていたが、「サマーソニア」のステージで復帰。違約金の支払いをフォース・キングダムが肩代わりする条件で専属契約を結ぶ。
南房（なんぼう）
ベース兼ボーカル。「風のロック」の作詞担当。小太りで、顎鬚に眼鏡。妻と双子の娘がいる（後述）。
名前が出ないことに不満を持つが、表舞台に再び立つことを諦めている。しかし、妻の気合の頭突きと覚悟の言葉、娘たちの応援に後押しされ、再びステージに上がる決意をする。
東山（ひがしやま）
ギター兼コーラス。長身で猫背。長い前髪にニット帽で目が隠れている。フィギュアスケーターの妹がいる（後述）。両親は他界。
孔明から渡された音源「DREAMER」に心を動かされ、孔明に本音を漏らす。妹からの叱咤激励で、南房とともに再びステージに上がる。

### アーティスト
マリア・ディーゼル
アメリカの歌姫。英子が目標とする人物であると同時に、孔明が敵対したくない人物でもある。大吟醸（日本酒）が好き。ハイスクール時代に小林をホストファミリーとして迎え、互いの第一印象が悪いながらも長く交流が続く。姉がおり、小林に口説かれたことがある。
2017年、大吟醸を報酬に「BBラウンジ」のスペシャルゲストとして出演。その歌声が英子を救い、シンガーソングライターを志すきっかけとなる。その後、サマーソニアの前夜祭でひょんなことから英子と再会。正体を知られないまま英子の歌声を聴き、ステージを見に行くことを約束する。一方で、前園ケイジから共演を強く要望されるが、歌に関し違和感を覚える。
ミア西表（ミア いりおもて）
MIA名義で活動し、インスタのフォロワーが10万人を超える人気女性シンガー。初登場時は26歳。移動はバイク。
孔明すらも認める実力だが、人気に胡坐をかき傲慢。プロポーションの維持管理やインスタの更新には熱心な一方、歌唱トレーニングがなおざりとなっている。
渋谷のライブハウス「Z2O」のイベントにメインとして出演した際、視察に訪れた英子を当て馬に利用するため、自身が出演する週末イベント「L.R.N.」（LADYS READY NIGHT）の同じタイムテーブルでセッティング・出演させる。しかし、孔明の現代版「石兵八陣」の策で逆に英子の踏み台にされ、英子に逆恨みの気持ちを抱く。
その後は声楽に力を入れ、大手レーベル「V-EX」に移籍。京都の合同祭商店街対抗演芸合戦では、鴨川商店街のスペシャルゲストとして出演。再会した英子に、マネージャー（孔明）を切り捨て大手レーベルと契約するよう勧める。
JET JACKET（ジェットジャケット）
男性3人組のインディーズバンド。結成6年目であり、メジャーデビュー目前の成長株。代表曲は「MID DAY」。ただし、喉への負担が大きく、冒頭からは披露することができない。
代々木アートフェスでは、英子と同じタイムスケジュールで、斜め向いの見晴らしが良いブースで活動する。しかし、ライブの最中、機材トラブルを装っていた英子のブースに観客を取られてしまう。孔明のやり方に抗議するが、逆に孔明の煎じ薬で喉の問題が解決する。最後は英子への対バンリベンジと、孔明の煎じ薬の礼を言って立ち去る。
その後の目立った活動は描かれていないが、英子との交流は続いている模様。
RYO（リョウ）
ギター兼ボーカル。細身。黒づくめの衣装で、首にスカーフを巻く。神経質かつ計画的。
喉に問題を抱えており、温まって喉が開くまでは「MID DAY」が歌えない。孔明からの喉に効く煎じ薬で、この欠点を克服するきっかけを得る。
MASA（マサ）
ドラムス。ツーブロックヘアに吊り目。喧嘩っ早いが、根は素直。
真っ先に孔明の元へ詰め寄るが、喉に効く煎じ薬を提供されたことで好感を抱き、ファンとなる。
TAKU（タク）
キーボード。垂れ眉で鬚が濃い。メンバーの中では穏健。
激怒したMASAをなだめ、孔明が差し出した煎じ薬を真っ先に口にする。
赤兎馬カンフー（せきとば カンフー）
名前の由来は、千里を走るといわれた赤兎馬。
ストリート出身の若きカリスマラッパー。KABE太人が憧れる人物。「いつまでも穴掘ってんじゃねえぞ」が口癖。
KABE太人が現れるまではMCバトルで無敗。自身に土を付けたKABEが燻っていることに不満を持ち、再びMCバトルで対戦することを熱望している。実は高い教養を持っており、孔明とKABEのラップバトルでは、孔明のくり出した漢詩を翻訳する。
口も早いが手も早い。「昔のツケを払っているだけ」の理由で、早朝の臨海公園でゴミ拾いや酔っぱらいの世話に勤しんでいる。
AZALEA（アザリエ）
KEY TIMEに所属し、若い世代に人気の女性3人組ガールズバンド。グループ名の由来は花の名前で、花言葉は「青春の喜び」。プロデューサーは唐澤寿彦。
夏の大型フェス「サマーソニア」の出演を賭けた「10万イイネ企画」のライバルグループの一つ。締め切り20日前の時点では1万イイネ程度であったが、孔明にとって最も警戒すべき相手とされている。
2014年、高校生の時にグループを結成。卒業後、プロを目指して上京する。KEY TIMEに所属するものの、3年間のバンド活動では芽が出ず、唐澤に従うことになる。
その後は唐澤の指導のもと、人気アイドルとしての地位を確立する。しかし、露出度の高いコスチュームや、音楽よりステージパフォーマンス優先の路線など、理想としていたハードロック主体の音楽で観客を魅了するスタイルからの乖離に苦しむ。
その後、英子とのライブバトルで強い刺激を受け、原点回帰を決意。仮面を外し、バンド主体の理想のスタイルに唐澤の楽曲が融合した「新生AZALEA」として再スタートを切る。
サマーソニアでは英子の助っ人として参加することになり、イースト・サウスの活動再開のきっかけを作る。のちに、単独での全国ツアーを開始する。
久遠七海（くおん ななみ）
ベース兼ボーカル。長身に黒のロングヘア。英子から「ななみん」と呼ばれる。
路上ライブで警察官から職務質問を受けていた際、道路使用許可証を持っていた英子に助けられる。互いに正体を知らないまま、路上ライブを通して意気投合し、英子がスランプから立ち直るきっかけを作る。突如として正体を明かし、英子と敵対関係になることも覚悟するが、告白後も親友兼ライバルという良好な関係が続いている。
一夏（いちか）
ギター。ベリーショートでボーイッシュ。グループのムードメーカー。移動時は運転手を務める。
唐澤の指示を受け入れることに反対していたが、アルバイトをしても生活が苦しくなったことから七海の提案を受け入れる。ただし、七海が理想と現実のギャップに苦しんでいることには気づいている。英子の曲に魅せられ、バンドがやりたいという思いを取り戻す。
双葉（ふたば）
ドラムス。そばかすが特徴的。グループの名付け親。
唐澤の指示で変わっていくグループに戸惑いを見せていたが、七海に従い受け入れる。なお、七海が理想と現実のギャップに悩んでいることに、一夏と同様に気づいている。英子とのバトル後は、一夏や七海と本来のバンドとしてまた歩めることを心から喜ぶ。
ICE BORN（アイスボーン）
10万イイネ企画のライバルグループの一つ。クラブミュージックをJPOPに落とし込んだ楽曲で人気の2人組。
締め切り20日前で6万イイネを獲得しているが、宣伝に飽きられ頭打ちとなっている。
サレジオ帝国（サレジオていこく）
10万イイネ企画のライバルグループの一つ。ゴリゴリのロックバンド。
締め切り20日前で4万イイネを獲得しているが、コアなファン以外の票が伸びず頭打ちとなっている。
スティーブ・キド
人物モデルはスティーヴ・アオキ。
日本人男性編曲家。ピアニスト。ロサンゼルスやイビザでDJ活動を行い、2017年のサマーソニアで観客にケーキをぶつけまくる伝説を持つニックネームはキッド。
「世界の最強イケメンマDJ」を自称するほどメンマが好物で、プリンに無数のメンマを刺して食す変食嗜好がある。英子からは陰で「プリンジジイ」と呼ばれており、スマホの電話帳にもその名で登録されている。
10万イイネ企画に向けて、英子が作った仮歌のレコーディングを担当する。飄々とした態度を取るが実力は高く、本来なら編曲を依頼するのに2週間で1000万円程度の報酬が必要。孔明とはいつの間にか意気投合しており、納得する曲を英子が作れるかどうかで、報酬を無料にするか孔明が自身の軍師となるかを賭けた勝負でこの仕事を引き受ける。
英子に対してもマリア・ディーゼルの曲「I'm still alive today」を歌わせ、自身をやる気にさせるかどうか試す。はじめは「自分がない」として編曲を拒否するものの、最終的には英子初のオリジナル曲「Dreamer」（ドリーマー）を完成させる。孔明との賭けには敗れるものの機嫌は良く、出国直前に「10万イイネ企画」で英子に10万人目を投票する。
若月三兄妹（わかつきさんきょうだい）
「若月兄妹」名義の兄妹ジャズユニット。ロサンゼルス在住。
それぞれ天才的な才能を持つが兄妹仲が悪く、孔明が楽曲の制作依頼をしたことで仲はさらに悪化している。しかし、孔明の策により家族の絆を取り戻し、英子のオリジナル曲「Flower Crown」（フラワークラウン）を制作する。
サマーソニアでは、ロサンゼルスから零泊の強行スケジュールで、英子の助っ人として参加する。
若月巧（わかつき たくみ）
三兄妹の長男。何でもできる頭脳派ドラマー。音楽活動のほか、大学で非常勤講師を務める。
流行りの音を取り入れ勘所を外さないクレバーな楽曲と幸三に評され、孔明からも水と油の生音と電子音を見事に融合させた楽曲を高く評価される。
若月燈火（わかつき とうか）
三兄妹の長女。技巧に秀でたピアニスト。
幸三からは、母親譲りの性格で相手のやりたいことを察し、それに合わせて変化できる万能型プレイヤーと評される。みちるの才能を評価しつつも、世間的にみちるばかりが褒められることに嫉妬している。
若月みちる（わかつき みちる）
三兄妹の次女。天才肌のサックスプレイヤー。英子を「英子ちん」、孔明を「孔明の人」と呼ぶ。
マイペースな性格ゆえ、誰も追いつけないような独創性に富んだプレーを行う。英子の新曲製作を勝手に引き受けたことが、兄妹の仲を悪化させる原因となる。しかし、自身はその自覚がなく、兄妹が仲良くなることを望んでいる。
若月幸三（わかつき こうぞう）
若月三兄弟の父。世界的な作曲家、ピアニスト。ニューヨーク在住。妻は白血病で他界している。
子ども達の仲違いを憂いており、自分の財産を譲る条件をダシに子供達を一つにまとめようとする。その作戦は成功し兄妹関係を修復させるも、導き諭すことが出来ずお金をダシにする結果になった自身を恥じ、子ども達の前から去ろうとする。
わがものがおり
大手レーベル「SSSミュージック」に所属する男女混成の3人組バンド。プロデューサーは城之内きすく。
東海林ハジメにスカウトされ、4人組としてデビュー。しかし、期限までにアルバムを完成させられなかったため、プロデューサーを東海林から城之内に交代。白馬ラナの脱退を経て、3年足らずで5万人収容のハマヨコスタジアムで単独コンサートをするまでになる。
かおり
ボーカル。女性。気が強く口が悪いが世話を焼く。
ラナと再び共演することを望んでおり、ラナの脱退に関する東海林の勘違いを指摘する。
紅谷ユースケ（べにや ユースケ）
ギター。男性。
ラナが苦手で、バンドの脱退を考えていたこともある。
友井青（ともい あお）
ドラムス。男性。
ラナとは同じ高校の同級生。高校時代よりは良くなったと語る。
4年前のオリオン（よねんまえのオリオン）
フォース・キングダムがプロデュースする、三大レーベルの垣根を超えたユニット。
オシカル
本名は白馬良奈（はくば らな）。KEY TIME所属の女性ボカロP。元「わがものがおり」のキーボードで、白馬ラナ（はくば ラナ）名義で活動していた。獣の被り物で「オシラーナ」を名乗る事もある。
見た目と言動は幼く、わがままだが嘘を嫌う。東海林がフォース・キングダムを設立した際、真っ先に誘われなかったため拒絶していたが、東海林の度重なる土下座でオシカル名義としてユニットに参加する。
英子のオリジナル曲「STAR TRIP」（スタートリップ）を作成する。サマーソニアでは助っ人として、英子の邪魔をする前園ケイジ一派に対抗する。
丘さつき（おか さつき）
V-EX所属の女性演歌歌手。「紅白」の出場経験あり。
演歌だけでなく、ソウルやポップスも歌う。
プロミネンス
SSSミュージック所属の男性映像集団。手掛けたMVの再生数は1億回を超える。
前園ケイジ（まえぞの ケイジ）
男性ソロアーティスト。ブランドロゴは「Kg2」。年商5兆円の大手広告代理店「電報社」の御曹司。父を「親父」と呼ぶ。
幼い頃に父から「人は金を生む駒」と言い聞かされ、学生時代から金の力で周りを支配するようになる。作詞・作曲・振付・演出をすべて自身で行ってきたと公言するが、潤沢な資産で優秀なスタッフを雇い、破格の契約金でゴーストライターに曲を作らせ、父親の名声で競合相手を排除して築き上げた虚構である。
サマーソニアでは電報社が協賛スポンサーであることで、総合プロデューサー・近藤剛に圧力をかけ、マリア・ディーゼルとの共演とEIKO（英子）の出演停止を求める。近藤がフォース・キングダムに権限を委託するとそれを潰しにかかり、KABE太人を引き抜くなど妨害する。しかし、KABEがゴーストライターを示唆するラップを披露したことを皮切りに、SNSで大炎上して父親にも見放される。さらに、マリアにそっぽを向かれ、英子に観客動員数で逆転される敗北を喫する。
のちに釈明会見が開かれるが、謝罪の言葉は一切なく、記者への挑発と自身の宣伝に終始する。
ダイナー
KABE太人の先輩男性ラッパー。
ケイジの要請でフォース・キングダムを偵察し、偽画像で仲間割れさせKABEを引き抜く。
エクセル・ツインズ
KEY TIME所属の女性双子アイドルユニット。プロデューサーは唐澤。唐澤を「唐澤ピー」、英子を「EIKOパイセン」と呼ぶ。
英子の単独ライブで前座を務める。唐澤に対し、舐めた態度を取ることがある。
金糸イリア（きんし イリア）
金髪。立ち位置は右。おばけが好き。
黒崎シズル（くろさき シズル）
黒髪。立ち位置は左。人が好き。
ラビー・ラバー
BBラウンジに出演する女性アイドル。略称は「ラビラバ」。新時代マルチアイドルとしてアパレルやグッズプロデュースなども手掛ける一方、ファンサービスをしないことで有名となっている。
BBラウンジの出演前、孔明の依頼でイースト・サウスとともに渋谷の格安スーパー「ホウテン」で呼び込みを行う。
健康Shock Tac（けんこうショクタク）
V-EX所属の男女2人組ユニット。劇場用アニメ映画『ハルの歌声』の主題歌オーディションの参加者。
動画サイトで活動し、人気アニメの主題歌で大ブレイクしている。せっかちだが大物ぶりな言動をとる。
エタニ・エルザ
SSSミュージック所属の女性シンガー。ストリートミュージシャン出身。劇場用アニメ映画『ハルの歌声』の主題歌オーディションの参加者。
キレのあるハイトーンボイスと攻撃的な歌詞で、若者のカリスマとなっている。高飛車で攻撃的な言動をする。

### 業界人
近藤剛（こんどう つよし）
国内外の多くの大型音楽フェスを手掛ける大物プロデューサー。2020年8月1日・2日に開催される日本最大級のフェス「サマーソニア」の総合プロデューサー。真っ白な髭と総髪、特徴的なサングラスの老紳士。初対面は無表情で、英語やスラングで話して秘書に代弁させるが、実は陽気で普通に日本語を喋れる。
「代々木アートフェス」の不人気ブースで結果を出した英子を気に入り、次回参加オーダーとして福岡で開催される代々木アートフェスと同規模（動員1万人程度）の担当者名刺と、日本最大規模の夏の大型フェスであるサマーソニア（動員30万人規模）のブッキング担当者の名刺を参加チケット代わりに提示する。
前園ケイジの振る舞いを苦々しく思っており、サマーソニアでは辞任覚悟で孔明らフォース・キングダムを全面的に支援する。
近藤の秘書
シニョンにした髪型とメガネ、高身長の女性秘書。英子がチケットを取るまで、近藤の言葉を代弁する。
唐澤寿彦（からさわ としひこ）
大手レーベル「KEY TIME」の男性プロデューサー。長身で痩せており、足が不自由で杖を使用している。若い頃はビジュアル系バンドのメンバーだったが、仲間の裏切りにあっている。
AZALEAをスカウトするが、3年間待っても芽が出なかったため、売り出すために際どい衣装と振り付けをメンバーに強い、自身の曲を提供する。さらに、ダンス等のパフォーマンスを優先させ、多くのファンを集める人気グループへと成長させる。
担当アイドルに対する指導は厳しく高圧的だが、自らの栄達よりアイドル達の成功を願う思いが強い。過去に所属したバンドが失敗していた体験から、いくら才能があっても売れなければ意味がないという考えが根底にあり、成功を掴むためなら手段を選ばない。10万イイネ企画を巡るバトルでは、プレイヤーのメンタルへの配慮に難がある弱みを突いた孔明の作戦と、心に強く訴える英子の唄に突かれ、脚元を掬われることとなる。
結局、10万イイネ企画は孔明の策で頓挫し、英子たちに敗れてしまう。しかし、孔明が同時に仕込んでいた別の策により、本来のAZALEAを見たいと思ったファンを集めることとなり、七海たちの懇願によりバンドとしてビッグにさせることを約束する。
のちに、英子の単独ライブのプロデューサーとして協力する。しかし、自身がプロデュースするエクセル・ツインズを前座にするだけでなく、無料のライブ動画に仕掛けをしており、それを孔明に見抜かれる。
角刈りチョリーズ（かくがりチョリーズ）
男性ウーチューバー。真冬に派手なワンピース水着とネックウォーマー、サングラスにキャラクターの被り物をしている。挨拶は「チョリーズ！」。
渋谷でAZALEAのゲリラライブを予告する。のちに、新生AZALEAのファンになる。
鈴木エイヴィル（すずき エイヴィル）
KEY TIMEの女性部長。音楽事業部およびプロデュース部門のトップ。唐澤の上司。
金と権利に目ざとく、隙あらばフォース・キングダムからの英子の引き抜きを目論む。レーベルのボーダレス化には、曲と配信の権利がある条件付きで賛成する。
城之内きすく（じょうのうち きすく）
大手レーベル「SSSミュージック」の男性プロデューサー。長身、筋肉質でスキンヘッド。
3人組バンド「わがものがおり」のプロデューサーを務める。鈴木を警戒し、通話の着信拒否をしている。所属アーティストの流出が相次いだため、レーベルのボーダレス化には反対の立場だが、「4年前のオリオン」の成功で賛成せざるを得なくなる。
伊達（だて）
SSSミュージックの男性社員。城之内の部下。
浩瀬（ひろせ）
人物モデルはDJ KOO（本名：高瀬浩一）。
大手レーベル「V-EX」の男性統括プロデューサー。孔明を「ちゃんコメ」と呼ぶ。
クラブのノリで言動は軽いが、サングラスを外すと目つきは鋭く、総金歯をむき出しにして話す。アーティスト移籍の恩恵を受けており、レーベルのボーダレス化に無条件で賛成する。
川俣（かわまた）
広告代理店「白報堂」の男性営業担当。
村上（むらかみ）
「DBSテレビ」の男性営業担当。
加納（かのう）
動画配信サービス「X-NEXT」の男性営業担当。
森崎（もりさき）
ベテランの男性音楽記者。東京レコード出版社で刊行している音楽マガジン「MUSIC800」のライターを務める。
サマーソニアでは前園ケイジの取材を希望していたが、グリーン・プールステージでEIKO（英子）の歌声に魅了され、伝説が生まれることを予感する。のちにEIKOへのインタビューから、敏腕マネージャーである孔明にも興味を持つ。
桜庭龍二（さくらば りゅうじ）
3,000人収容のライブハウス「ZECT東京」（ゼクトとうきょう）のオーナー。競走馬「ギゴショクライダー」の馬主。
大井競馬場にて、ギゴショクライダーに100万円分を一点買いして外した孔明に好印象を持つ。G1レース「みなと杯」で勝利したら無料でキャンセル枠を譲る約束で、孔明にギゴショクライダーの調教を任せる。
飯原剛史（めしはら たけし）
ZECT東京の音楽イベンター。小柄の中年男性。通称はメッシ。
音楽業界に限らず幅広い人脈を持つ。英子の実力には懐疑的で、英子を敬愛する櫻井詩乃とは反りが合わない。
キャンセル枠を利用したビジネスを孔明に阻まれたため、桜庭に内緒で対抗馬として大迫と市川（後述）を引き合せる。しかし、そのスパイ行為を孔明に見抜かれており、偽情報を掴まされ失敗する。業界追放も覚悟するが孔明の機転で不問となり、それと引き換えにフォース・キングダム関係者にこき使われることになる。
ハルの歌声（ハルのうたごえ）
オリオン・フィルム制作の劇場用アニメ映画『ハルの歌声』の制作陣。
映画の公開日が迫っているものの未完成であり、主題歌のキャスティングにも難航している。
浅雲みのる（あさぐも みのる）
男性映画監督。長身で痩せており、猫背。両親と妹がいるが、父とは25年間会えないでいる（後述）。
過去に「小鳥の許婚」（ことりのいいなづけ）などを手掛ける。キャスティングへのこだわりが強く、コネ起用を全く行わない。その一方で、プレッシャーに弱いため逃亡を繰り返し、捕まると「人権」とボヤく。
幼い頃に家族を残して出ていった父を恨んでいる。
青陸ハルキ（あおりく ハルキ）
主題歌を手掛ける男性作曲家。「西城はなまる幼稚園」に通う娘がいる（後述）。普段はクールだが、娘の前では表情を崩す。
張り切る英子に浅雲から嫌われないよう警告する。西城はなまる幼稚園の卒園生であり、作曲活動のかたわら母園を救うために動いている。保育補助員となっていた孔明を初めは警戒していたが、母園を救おうとしていることを知り協力するようになる。
芋川（いもかわ）
アニメ制作会社「オリオン・フィルム」の男性プロデューサー。生真面目で礼儀正しい。
浅雲とは大学の映画研究会の後輩にあたる。映画監督を目指していたが、浅雲の才能を目の当たりにしたことで裏方となる。
映画主題歌の歌手を探しており、孔明との繋がりでBBラウンジを訪れる。

### 京都
月見翔子（つきみ しょうこ）
英子の母。学習塾の講師。三国志はある程度理解している。スパルタ好き。
夫との離婚後、英子には歌手の夢を追うことを強く反対している。板書をしながら理詰めで説明し、英子に反論させる隙を与えない。
合同祭の実行委員を務める。20年前の商店街対抗演芸合戦で、夫とともに木屋町商店街の勝利に貢献している。演芸合戦に出場した英子のオリジナル曲「Flower Crown」で号泣し、堅実的な生活を望みつつも歌手活動を認める。
月見ウメ（つきみ ウメ）
英子の祖母。翔子の母。月之見寺（つきのみでら）の住職。
英子の音楽活動を応援している一方で、反対する翔子の気持ちも理解している。木屋町商店街を見守っており、20年間負け続けている商店街対抗演芸合戦に英子と孔明を参戦させる。
黄木承彦（おうき つぐひこ）
名前の由来は諸葛亮の舅・黄承彦。
英子の父。翔子の元夫。ミュージシャン。
定職につかず、翔子に対し負い目を感じている。アメリカで音楽活動をする夢を捨てきれず、悩んだ末に離婚する。
友蔵（ともぞう）
木屋町商店街の老爺。
ウメの主治医らとともに、3人で2.5次元ミュージカル「弱腰☆パンタグラフ」に情熱を注いでいる。
江東香澄（えとう かすみ）
英子の幼馴染。薬学部の女子学生。
両親とともに三国志好き。正史研究が趣味。
商店街対抗演芸合戦では鴨川商店街側で出場。不本意ながらも、英子が乗る三番山車を幟で妨害するが、英子の歌唱に心を打たれ幟を下ろす。
江東文台（えとう ぶんだい）
名前の由来は、長江下流域の地名（江東）と孫堅の字（文台）。
香澄の父。鴨川商店街の中華料理店「虎牢関」の店主。好きな三国志の人物は孫堅。
英子をアルバイトに雇った事があるが、三国志を好きにさせることに失敗している。孫呉贔屓のため孔明が嫌いだが、孔明が幼子を残して亡くなっている事に同情する。
江東文台の妻
香澄の母。好きな三国志の人物は周瑜。
翔子とともに合同祭の実行委員を務める。英子の歌を聴こうとしない翔子を羽交い締めにして、英子のステージに連れて行く。
門叶鞍馬（とがのう くらま）
鴨川商店街代表。門叶呉服店の若旦那。
祖父から商店街対抗演芸合戦の勝利を厳命されており、そのためなら手段を選ばない。呉服店を継がず出ていった父を恨んでいたが、演芸合戦に敗れて父の気持ちが分かるようになり、爽やかな笑顔で仲間らとともに商店街をあとにする。
唐土大河（もろこし たいが）
和太鼓奏者。鞍馬とは幼馴染。鴨川商店街の一番山車を務める。
2シスターズ（ツーシスターズ）
京都で活動するヒップホップデュオ。アイとカイからなる双子風女性ユニット。鴨川商店街の二番山車を務める。
文殊光秀（もんじゅ みつひで）
千人囃子の演者。学生。鴨川商店街の三番山車を務める。
熊崎（くまざき）
京都キンキラテレビの男性アナウンサー。
左右坂釼治（そうざか けんじ）
京都出身の小説家。2シスターズの隠れファン。

### その他
大泉喬花（おおいずみ きょうか）
名前の由来は大喬。第1巻 - 第4巻の巻末おまけ漫画「諸葛孔明のお部屋探訪」に登場。本編には登場しない。
賃貸ショップ「GOGO Home」の女性従業員。新たな庵（住居）を探す孔明と英子に様々な物件を紹介するが、理不尽な条件を示す孔明にことごとく却下される。営業では常に笑顔を崩さないが、プライベートでは怒りのあまり、一晩で3回にわたりビデオゲームで蜀を滅ぼす。
小笠原蕎子（おがさわら きょうこ）
名前の由来は小喬。大泉喬花と同様、本編には登場しない。
喬花の同居人。旅行代理店「ジャパンHILトラベル」の女性従業員。
喬花がうっかり口を滑らせたために、孔明を高級ホテルのスイートルームに格安で宿泊させることとなる。プライベートで漫画の同人活動をしており、孔明に対する憤懣のあまり「孔明討つべし」のタイトルで同人漫画を執筆する。
佐々木（ささき）
KABE太人が学生時代の男子同級生。小太り。
KABEからは「陰キャの底辺」と思われていたが、実はラップを嗜んでおり、街の高架下で仲間たちとサイファーをする。赤兎馬カンフーのCDをKABEに聴かせ、ラップの世界に誘った恩人でもある。
結城超主萌（ゆうき コスモ）
歌舞伎町のホストクラブ「アラベスク」の売り上げナンバー2ホスト。
櫻井詩乃ほか女性客に、カフェの共同開業資金と騙して貢がせていたが、新人ホストとして入店した孔明に暴露される。女性たちを侮辱したため孔明の怒りを買い、ダイスの目の数だけシャンパングラスを飲み干す勝負をするが、イカサマが発覚したうえ、底なしの大虎（張飛）に鍛えられた孔明に敗れる。それでも悪態をつくが、詩乃に体調を心配されたため土下座し謝罪する。
能登治一郎（のと じいちろう）
和菓子職人。英子が緊急搬送された病院に入院しており、ジャンクフードを買い食いするなどの迷惑行為を繰り返す。
昔気質の職人だが、半年前に妻を亡くし休業している。英子が制作した楽曲「Sugar」（シュガー）を聴いて、亡き妻の笑顔の理由が自身に起因していることを悟り、店の再開のため病室で新たな和菓子の試作を始める。
東峰零子（とうみね れいこ）、山口誠子（やまぐち せいこ）
英子と同室の入院患者。
南房の妻
「イースト・サウス」南房の妻。メガネをかけており小太り。南房との間に双子の娘がいる。
前園ケイジによってサマーソニアに招待されている。そこで夫がゴーストライターになっていることを初めて知り、夫に気合の頭突きをして夢への後押しをする。邪魔をしようとするケイジを東山美玲とともに抑え込み、夫らをステージに送り出す。
東山美玲（ひがしやま みれい）
「イースト・サウス」東山の妹。オリンピックを目指すフィギュアスケーター。
南房の妻と同様、サマーソニアに招待されている。兄が自身のためにゴーストライターになっていることを知り、不満を吐露しつつも叱咤激励してステージに送り出す。
フィオナ・ノースモア
アメリカ人の女性留学生。南房と東山の大学時代の友人。イラストレーター志望。
ビートルズの曲をセッションしたことがきっかけで、2人と親交を深める。帰国時、「風のロック」の歌詞に救われたことを告げる。
鈴木愛衣（すずき めい）
保険会社の営業担当を務める女性社員。後ろ向きな発言が多い。カフェを経営する夢を持っているが、保険の営業成績が芳しくないため開業資金を作れず、半ば諦めている。
品川駅のホームから転落しそうになるところを英子に助けられる。英子から熱心に単独ライブの誘いを受け、気持ちが乗らずに茜と観覧したが、EIKO（英子）の歌で前向きな気持ちになる。夢を再認識し、常連だったカフェのマスターに教えを請うなど、実現に向けて歩み始める。
石崎茜（いしざき あかね）
愛衣と同期入社の女性社員。合コンなど人脈を駆使して、トップの営業成績をあげている。
愛衣から誘われたEIKOの単独ライブで感涙し、すぐに保険会社を辞めて、愛衣とカフェを共同経営する道へと進む。
競馬
孔明がZECT東京のキャンセル枠を取得するため、足を踏み入れた業界。
孔明がキャンセル枠を買い取る資金を獲得するため、全財産の100万円を未勝利の競走馬「ギゴショクライダー」につぎ込むが、見事に外してしまう。しかし、馬主である桜庭龍二に気に入られ、初勝利したらキャンセル枠を譲り受ける約束で、ギゴショクライダーを調教することになる。
毒島（ぶすじま）
40代の男性騎手。
2003年、競走馬「ミナトクターレ」で勝利の直後に落馬。重症を負うだけでなく、馬を安楽死させてしまう。以降は善戦しても勝利がなく、「アンラッキー毒島」と呼ばれている。
路上で酔い潰れていたところを孔明に声を掛けられ、それが縁で桜庭がオーナーの未勝利馬「ギゴショクライダー」に騎乗することになる。落馬のトラウマで馬に鞭を当てられなくなっていたが、孔明の策略と勝利への執念で克服し、G1レース「みなと杯」で復活勝利を飾る。
市川（いちかわ）
若き男性騎手。天才的な判断力と度胸を兼ね備える。
19歳でデビューし、その年で100勝をあげ注目される。飯原の紹介で、大迫の競走馬「テキロサンサイズ」に騎乗する。みなと杯では優位にレース展開をするものの、終盤でギゴショクライダーに騎乗する毒島の猛追に遭い、鼻の差で勝利を逃す。
大迫（おおさこ）
競走馬「テキロサンライズ」の男性馬主。
ビジネスで桜庭に後塵を拝しており、競走馬で一矢報いる事を目論む。しかし、孔明の策略で偽情報を掴まされた飯原に翻弄される。
大山田（おおやまだ）
大向トレーニングセンターの男性調教師。大ベテランで、馬主の桜庭からも「先生」と呼ばれている。
団体客
BBラウンジの近所にある格安スーパー「ホウテン」の団体客。
3団体で連合を組み、ホウテンで年に一度のイベント「爆安市」にて酒類の買い占めを仕掛けるが、孔明らの計略にかかり脱落する。
ユニバ・ドール
青川大学アイドルサークルの女学生たち。制服アイドルの格好をしている。
3団体の最後まで残っていたが、スーパーで呼び込みをするラビー・ラバーと交流したいため脱落する。
第七団地会（だいななだんちかい）
第七団地の主婦たち。会長はバイザーを深くかぶり吊り目で、特売品のチェックを「業（カルマ）」としている。
KABE太人が呼び込むラップのタイムセールに流され最初に脱落する。
ニホン立ち飲み党（ニホンたちのみとう）
近所に住む酒飲み野郎たち。リーダーはドレッドヘアに丸縁のサングラス姿。
メガネボーイが呼び込む日本酒の試飲で脱落する。
ウィル
アメリカ人の男性。KABEとシェアハウスでルームシェアをしている。日本語は話せない。
KABEと2人でラーメン店「龍麺道」にいたところを英子と知り合い、英会話で龍について語り合う。
西城はなまる幼稚園（さいじょうはなまるようちえん）
学校法人西城学園が運営する私立幼稚園。40年前（1980年）、西城夫妻により開園。20年前（2000年）に夫妻が死去したため、その娘が園長となり現在に至る。青陸ハルキは1983年の卒園生。
孔明が保育補助員として雇われる半年前から、地上げ屋による度重なる嫌がらせを受けている。
西城（さいじょう）
園長。ハルキの恩師である、白髪の高齢女性。魏の荀彧が好き。
園児たちから人気の孔明に好印象を持つ。園児や教員の退園に悩まされており、孫子を諳んじ民法にも詳しい孔明とともに地上げ屋に対抗する。
石渡えりこ（いしわたり えりこ）
女性教諭。残業や休日出勤で過労気味。
園児たちに計略を教えようとする孔明を警戒するが、地上げ屋掃討作戦で孔明の指示に従うようになる。空城の計では、がら空きの幼稚園の正門を掃除する役目を買って出る。
青陸ひびき（あおりく ひびき）
園児。青陸ハルキの娘。メガネを掛けており、父親似。
父・ハルキが卒園した同じ幼稚園に通う。孔明を慕っている。
堺（さかい）
地上げ屋の男性社長。強面だが深層心理が顔に出やすい。幼い頃に父が経営する工場と土地を地上げ屋に奪われ、家庭が崩壊した過去を持つ。
荒くれ者の男性社員たちを使い、幼稚園に様々な嫌がらせをする。しかし、巨額融資の返済に焦っており、その心理を孔明に見抜かれる。孔明の挑発に乗り幼稚園の襲撃を試みるが、孔明の計略に翻弄され社員全員が逮捕される。自身は逮捕を逃れるものの、本社事務所で待ち構えていた孔明に説教され、孔明が用意した現金と重要書類を手に行方をくらます。
肥田金成（ひだ かねなり）
TTJ銀行渋谷支店の男性副支店長。肥満体。
ナイトクラブ「King ZaZa」で堺と密会している。地上げ屋を利用してマンション建設の用地買収を目論み、独断で堺に20億円を融資する。しかし、見返りに裏金を受け取っていたことを社長に知られ、平社員に降格のうえマニラに転勤となる。
五井（ごい）
TTJ銀行の男性社長。痩せ型でメガネを掛けている。
孔明による匿名の密告で肥田の悪行を知り、処分を下す。それと同時に、マンション計画の白紙、幼稚園の土地買収の中止、ならびに買収済みの土地はショッピングモールとして地域住民を納得させる決断をする。
浅雲とおる（あさぐも とおる）
浅雲みのるの父。ガーナ在住。村人から「トール先生」と呼ばれ尊敬されている。
ゼロからの物作りと人助けをする夢を叶えるため、25年前（1995年）に妻や幼いみのるらを残してガーナに移住する。村人と農地を開拓するかたわら、学校を建てて子どもたちに教鞭をとっている。
浅雲道子（あさぐも みちこ）
浅雲みのるの母。
夫・とおるのことを許してはいないが、娘の夢を叶えるために離婚届を提出せずにいる。
浅雲雫（あさぐも しずく）
浅雲みのるの妹。
結婚式で父・とおるとヴァージョンロードを歩く夢があり、母や兄とともに父の帰りを待つ。

## 三国志の人物・用語
三国志等に登場する人物や逸話、用語が要所要所で物語の説明や展開に使われている。

### 三国志の人物
諸葛亮
主人公。
劉備
孔明のかつての主君。漢中王（第1話）。幻影のように孔明の前に姿を現し、進む道を示唆する（第6話）。
関羽
孔明の回想（第1話）、幻影（第6話）、説明（第8話）などに登場。単行本5巻・7 - 9巻の巻末に原作者の四葉夕トによっておまけとして書かれた小説'''関羽＠50000km'''では主人公を務め、孔明同様に現代日本に転生し日本からイースター島を経て南米チリや世界を旅する彼の姿が描かれている。
張飛
孔明の回想（第1話）、幻影（第6話）、BPMの説明（第2話）などに登場。
司馬懿
孔明が転生したハロウィンの翌朝、酔いが冷めずに発した名前（第1話）。
曹操
魏王（第1話）。偽撃転殺の計の説明にも登場（第50話）。
馬謖
孔明の弟子（第2話）。孔明が周りの反対を押し切って街亭の守りに就かせたが、魏軍に敗退したため処刑される。孔明いわく、長安を襲撃する構想を持っていたとのこと。
魏延、呉懿
蜀の武将（第2話）。街亭の守備の候補として名前が上がる。
周瑜
草船借箭の逸話に登場（第24話）。
陸遜
石兵八陣の説明に登場（第3話）。
張遼
好敵手の説明に関羽と登場（第8話）。
張繍
偽撃転殺の計の説明に登場（第50話）。
賈詡
虚誘掩殺の計の説明に登場（第51話）。
諸葛珪
孔明の父（第136話）。
諸葛玄
孔明の叔父（第136話）。
諸葛均
孔明の弟（第136話）。
龐統
「鳳雛」と例えられる（第141話）。
司馬徽
劉備に諸葛亮と龐統を売り込んだ人物。区立図書館で英子が読んだ資料に記載（第141話）。
荀彧
西城はなまる幼稚園の女性園長が好きな魏の人物（第142話）。
楊顒
孔明の過労を諌めた人物（第142話）。

### 用語
五丈原の戦い
中国・五丈原で勃発した戦い。孔明が陣中で病死するところから物語は始まる（第1話）。
奇門遁甲
渋谷に転生した孔明が口走る。転生の術は載っていない（第1話）。
黄巾の乱、官渡の戦い、赤壁の戦い
孔明がウィキで検索した内容（第1話）。
蜀漢
孔明がウィキで検索した内容。263年11月に滅亡（第1話）。
軍資金
孔明の給料（第1話）。
神算鬼謀
孔明がBBラウンジオーナー小林との面接の前に発した言葉（第2話）。
街亭の戦い
馬謖が孔明の命に背き惨敗した戦い。孔明の面接で小林が切り出す（第2話）。
泣いて馬謖を斬る
孔明が規律を正すために泣く泣く馬謖を処刑したとされる、故事に基づいたことわざ。孔明が小林にその真意を語る（第2話）。
石兵八陣
「L.R.N.」にて集客するために孔明が使用した策（第4話）。
草船借箭
「10万イイネ」を獲得するために孔明が使用した策（第24話）。
兵糧
BBラウンジに仕入れる酒（第137話）。
卦
孔明が使用する占い（第137話）。
破邪の祈禱
決戦前に孔明が行う祈祷（第137話）。
軍議
フォース・キングダム社員および所属アーティストによる作戦会議（第139話）。
伏龍・鳳雛
才能があるのに世間に知られていない人物の例え。伏龍は諸葛亮、鳳雛は龐統のこと。区立図書館で英子が読んだ資料に記載（第141話）。
蜀志
「伏龍・鳳雛」の出典（第141話）。

### その他（三国志の人物・用語）
立山光輝
孔明が利用しているコインランドリーに置かれている漫画の作者。名前の由来は横山光輝。
己の欲せざる所は人に施すこと勿れ
孔子『論語』の一文。西城はなまる幼稚園に嫌がらせをする堺ら地上げ屋に対して孔明が発する言葉（第143話）。
時雨之化
『孟子』「盡心上」の一節。西城はなまる幼稚園の園長室に飾られている（第143話）。

## 書誌情報
- 四葉夕卜（原作）・小川亮（漫画） 『パリピ孔明』 講談社〈ヤングマガジンコミックス〉、既刊22巻（2025年8月6日現在）
  1. 2020年4月8日発行（同日発売[34][35]）、ISBN 978-4-06-519219-1
  2. 2020年7月8日発行（同日発売[5][36]）、ISBN 978-4-06-520198-5
  3. 2020年10月14日発行（同日発売[37]）、ISBN 978-4-06-520998-1
  4. 2021年1月13日発行（同日発売[38]）、ISBN 978-4-06-522012-2
  5. 2021年4月14日発行（同日発売[39]）、ISBN 978-4-06-522928-6
  6. 2021年7月14日発行（同日発売[40]）、ISBN 978-4-06-523989-6
  7. 2021年11月18日発行（同日発売[41]）、ISBN 978-4-06-525885-9
  8. 2022年1月6日発行（同日発売[42]）、ISBN 978-4-06-526485-0
  9. 2022年4月6日発行（同日発売[43]）、ISBN 978-4-06-527465-1
  10. 2022年7月6日発売[44]、ISBN 978-4-06-528482-7
  11. 2022年10月6日発売[45]、ISBN 978-4-06-529480-2
  12. 2023年1月6日発売[46]、ISBN 978-4-06-530382-5
  13. 2023年4月6日発売[47]、ISBN 978-4-06-531377-0
  14. 2023年7月6日発売[48]、ISBN 978-4-06-532251-2
  15. 2023年10月5日発売[49]、ISBN 978-4-06-533371-6
  16. 2024年1月9日発売[50]、ISBN 978-4-06-534296-1
  17. 2024年4月5日発売[51]、ISBN 978-4-06-535243-4
  18. 2024年8月6日発売[52]、ISBN 978-4-06-536541-0
  19. 2024年11月6日発売[53]、ISBN 978-4-06-537449-8
  20. 2025年2月6日発売[54]、ISBN 978-4-06-538457-2
  21. 2025年4月18日発売[55]、ISBN 978-4-06-539233-1
  22. 2025年8月6日発売[56]、ISBN 978-4-06-540503-1

## テレビアニメ
2022年4月から6月まで、TOKYO MXほかにて放送された。制作を務めるP.A.WORKSにとっては、初の漫画原作のアニメーション作品となる。増谷康紀がナレーションを担当。
テレビアニメ版のみ月見英子が主人公であり、五丈原で病死した諸葛孔明が渋谷へ転生してから「10万イイネ企画」の決着（4巻28話）までを描く。本作のアニメーション制作期間は1年数か月。第1話最速配信開始3か月前の2021年末に全話数の制作を終えて納品している。
また「英子と七海　親友の2人がリアルなJ-POPのヒット曲を歌ってみた！企画」として同年5月26日より以下のスケジュールにてカバー楽曲動画を配信開始。歌唱はそれぞれの歌唱キャストが担当し、楽曲は4曲全てエイベックス所属アーティストの楽曲が選ばれている。
配信スケジュール
- 5月26日
  - 「さくらんぼ」（英子）
  - 「survival dAnce 〜no no cry more〜」（七海）
- 5月27日
  - 「real Emotion」（英子）
  - 「DEPARTURES」（七海）

### 登場人物（テレビアニメ）

#### 主要人物（テレビアニメ）
月見英子
声 - 本渡楓（歌唱 - 96猫〈第1話 - 第3話・第6話 - 第12話〉）
主人公。
諸葛孔明
声 - 置鮎龍太郎
KABE太人
声 - 千葉翔也（第5話 - 第12話）
久遠七海
声 - 山村響（第7話 - 第12話）（歌唱 - Lezel〈第7話・第8話・第11話・第12話〉）
オーナー小林
声 - 福島潤（第1話 - 第8話・第10話 - 第12話）
ミア西表
声 - 小林ゆう（第2話）
マネージャー
声 - 水中雅章（第2話）
RYO
声 - 赤羽根健治（第3話・第4話）
MASA
声 - 坂田将吾（第3話）
TAKU
声 - 金子誠（第3話）
近藤剛
声 - 大塚芳忠（第4話）
近藤の秘書
声 - 佐藤利奈（第4話・第5話）
赤兎馬カンフー
声 - 木村昴（第5話・第6話・第10話）
佐々木
声 - 野津山幸宏（第5話・第6話・第8話 - 第10話）
スティーブ・キド
声 - 遠藤大智（第7話 - 第10話・第12話）
一夏
声 - 石上静香（第9話 - 第12話）
双葉
声 - 佳穂成美（第9話 - 第12話）
唐澤
声 - 真殿光昭（第9話 - 第12話）
劉備
声 - 浪川大輔（第1話・第2話・第10話）
三国時代の英雄。孔明の主君。
陸遜
声 - 金子隼人（第2話）
アルバイト
声 - 宮下栄治（第1話・第4話・第6話・第10話）
BBラウンジのバーテンダー。
角刈りチョリーズ
声 - 真木駿一（第11話・第12話）
コボリ
声 - 新祐樹（第11話・第12話）
ツインテ
声 - 木野日菜（第11話・第12話）
密偵
声 - 花江夏樹（第11話）
ナレーション
声 - 増谷康紀

#### 各話の登場人物（テレビアニメ）
第1話
文官
声 - 金子隼人
パリピ
声 - 坂田将吾、宮城一貴、仁胡、九里柚貴、太田小波

第2話
ラジオDJ
声 - 藤田琢己
MC（Z2O）
声 - 宮城一貴
MC（WAAARP）
声 - 坂田将吾
パリピ
声 - 仁胡、九里柚貴、太田小波

第3話
コスプレイヤー
声 - 鈴代紗弓
スタッフ
声 - 金子隼人
客
声 - 宮城一貴、杉山里穂

第4話
パリピ
声 - 岩瀬周平、中野さいま、杉村ちか子、高橋大輔

第5話
ラッパー
声 - 宮城一貴
カップル
声 - 堀井茶渡、鈴木美園
パンピー
声 - 坂田将吾
MC
声 - 金子隼人

第6話
男子高生
声 - 坂田将吾
女子高生
声 - 中野さいま、杉村ちか子
観客
声 - 宮城一貴、金子隼人

第7話
佐藤
声 - 宮城一貴
中学生
声 - 坂田将吾、金子隼人、初村健矢
警察官
声 - 佐野愛

第8話
女子高生
声 - 久保田ひかり、小泉瀬奈
銭湯客
声 - 初村健矢、秋保佐永子
佐藤
声 - 宮城一貴
中学生
声 - 坂田将吾、金子隼人

第9話
KABEのラップ仲間
声 - 宮城一貴、金子隼人
観光客
声 - 内山茉莉

第10話
KABEのラップ仲間
声 - 宮城一貴、金子隼人、坂田将吾
通行人
声 - 中野さいま、杉村ちか子
ラップバトル司会
声 - DJ KOO

第11話
観客
声 - 宮城一貴、金子隼人、坂田将吾、岩瀬周平、中野さいま、杉村ちか子

第12話
マネージャー
声 - 宮城一貴
スタッフ
声 - 坂田将吾
観客
声 - 金子隼人、岩瀬周平、中野さいま、杉村ちか子

### スタッフ（テレビアニメ）
- 原作 - 四葉夕卜、小川亮[9]
- 監督 - 本間修[9]
- シリーズ構成 - 米内山陽子[9]
- キャラクターデザイン - 関口可奈味[9][63]
- 総作画監督 - 関口可奈味、伊藤幸
- プロップ設定 - 宮岡真弓、牧野博美[9]
- 美術監督 - 東潤一[9]
- 美術設定 - 藤井祐太[9]
- 色彩設計 - 江口亜紗美[9]
- 3D監督 - 市川元成[9]
- 撮影監督 - 富田喜允[9]
- 編集 - 髙橋歩[9]
- 特殊効果 - 村上正博[9]
- 音響監督 - 飯田里樹[9]
- 音楽 - 彦田元気[9]
- ラップパートディレクション - MICRO（HOME MADE 家族）[64]
- 音楽制作 - エイベックス・ピクチャーズ[9]
- 音楽プロデューサー - 倉島洋一
- プロデューサー - 藤野麻耶、青井宏之、松村一人、伊藤洋平
- アニメーションプロデューサー - 辻充仁、山本輝
- アニメーション制作 - P.A.WORKS[9]
- 製作 - 「パリピ孔明」製作委員会（DMM pictures、MBS、エイベックス・ピクチャーズ、講談社）[9]

### 主題歌・挿入歌

#### 主題歌
「チキチキバンバン」
lolのhibikiとmoca、FAKYのAkinaとTaki、GENICの金谷鞠杏からなるユニット「QUEENDOM」によるオープニングテーマ。ハンガリーの歌手JOLLYによる楽曲「Bulikirály」の日本語カバーとなる。作曲はTarcsi Zoltan、編曲はM.O.R(Eurobeat Union)、日本語詞はRUCCA。
「気分上々↑↑」
mihimaru GTによる同名楽曲のカバーとなるエンディングテーマ。作詞はhiroko（作詞）、mitsuyuki miyake、作曲はmitsuyuki miyake、日比野元気、Shifo、編曲は彦田元気。
歌はEIKO Starring 96猫、諸葛孔明（置鮎龍太郎）、KABE太人（千葉翔也）、久遠七海 starring Lezel。KABE太人は第5話から、久遠七海は第7話から歌唱に参加する。
「DREAMER」
EIKO Starring 96猫による第4話エンディングテーマ。作詞はBOUNCEBACK、作曲・編曲はats-。第10話で曲名が決まるまでは「六本木うどん屋（仮）」だった。

#### 劇中歌（テレビアニメ）
「I'm still alive today acoustic ver.」
EIKO Starring 96猫による楽曲。作詞はKenn Kato、作曲・編曲は岩田秀聡と永野大輔。
「Be Crazy For Me」
EIKO Starring 96猫による楽曲。作詞はKenn Kato、作曲は大西克巳、編曲は日比野裕史。
「Shooting Star」
EIKO Starring 96猫による楽曲。作詞はleonn、作曲はBOUNCEBACK、編曲は日比野裕史。
「Make it real」
MIA（小林ゆう）による楽曲。作詞はKenn Kato、作曲・編曲はats-。
「Find the way」
EIKO Starring 96猫による楽曲。作詞は小松レナ、作曲は多胡邦夫、編曲は米田浩徳。
「I'm still alive today 七海 ver.」
久遠七海 Starring Lezelによる楽曲。作詞はKenn Kato、作曲・編曲は岩田秀聡と永野大輔。
「I'm still alive today EIKO&七海 ver.」
EIKO Starring 96猫と久遠七海 Starring Lezelによる楽曲。作詞はKenn Kato、作曲・編曲は岩田秀聡と永野大輔。
「DREAMER」
EIKO Starring 96猫による楽曲。作詞はBOUNCEBACK、作曲・編曲はats-。
「六本木うどん屋（仮）」の正式タイトル。
「UNDERWORLD EIKO ver.」
EIKO Starring 96猫による楽曲。作詞はkenko-p、作曲・編曲はats-。
「UNDERWORLD」
AZALEA（久遠七海 Starring Lezel）による楽曲。作詞はkenko-p、作曲・編曲はats-。
「ChocoPate」
AZALEA（久遠七海 Starring Lezel）による楽曲。作詞はleonn、作曲・編曲は日比野裕史。

### 各話リスト
| 話数 | サブタイトル           | 脚本       | 絵コンテ | 演出           | 作画監督                                                                                                 | 初放送日      |
| ---- | ---------------------- | ---------- | -------- | -------------- | --- | ------------- |
| #01  | 孔明、渋谷に降り立つ   | 米内山陽子 | 本間修   | 本間修         | 宮下雄次 伊藤幸 山村俊了                                                                                 | 2022年 4月5日 |
| #02  | 孔明、計略を使う       | 米内山陽子 | 本間修   | 中西基樹       | 小笠原憂 Jang Sang-mi Yoom Seung-hyum Ham Kyung-mi Ho Sung Jin Lee Jong Man                              | 4月12日       |
| #03  | 孔明、進むべき道を知る | 寺西南都   | 及川啓   | 藤井康雄       | 小島明日香 花輪美幸 Kim gi-nam                                                                           | 4月19日       |
| #04  | 孔明、道を照らす       | 米内山陽子 | 西田正義 | 板庇迪         | タカハシアキラ 花輪美幸 舘崎大 齊藤香織 倉田衛 Jang Sang-mi Yoon Seung-hyun Ham Kyungmi                  | 4月26日       |
| #05  | 孔明、韻を踏む         | 白坂英晃   | 今泉賢一 | 森田侑希       | 伊藤幸 五十嵐俊介                                                                                        | 5月3日        |
| #06  | 孔明's フリースタイル  | 白坂英晃   | 本間修   | 小林彩         | 井上裕亮 山村俊了 福井麻記 タカハシアキラ Ho Sung Jin                                                    | 5月10日       |
| #07  | 天下泰平の計vol.1      | 寺西南都   | 西田正義 | タカハシアキラ | 小島明日香 伊藤幸 小笠原憂 加藤明日美 神谷美也子 Hwang Mi-jeong Hong In-su Park yeong-hee Bae geun-young | 5月17日       |
| #08  | 自分を探す             | 寺西南都   | 浅井義之 | 藤井康雄       | 小島明日香 宮下雄次 花輪美幸 Park Aeri Song Jin-hui                                                      | 5月24日       |
| #09  | たみくさのために       | 白坂英晃   | 長沼範裕 | 粟井重紀       | 田中彩 中山みゆき 山村俊了 Lee Sang Jim 佐藤好                                                           | 5月31日       |
| #10  | DREAMER                | 米内山陽子 | 西田正義 | 鈴木琢磨       | 天野和子 タカハシアキラ 佐藤好 Park Ae-Lee Song Jin-Hee Hong Yu-Mi Lee Jong Man                          | 6月7日        |
| #11  | 草船借箭               | 米内山陽子 | 許琮     | 高村彰         | 井上裕亮 山村俊了 川口弘明 小笠原憂 Lee Sang Jin                                                         | 6月14日       |
| #12  | 英子の歌               | 米内山陽子 | 本間修   | 本間修         | 小島明日香 天野和子 宮下雄次 伊藤幸 佐藤好 Lee Sang Jin                                                  | 6月21日       |

### 放送局
| 放送期間               | 放送時間                     | 放送局             | 対象地域   | 備考                                 |
| ---------------------- | ---------------------------- | ------------------ | ---------- | ------------------------------------ |
| 2022年4月5日 - 6月21日 | 火曜 23:00 - 23:30           | TOKYO MX           | 東京都     |                                      |
| 2022年4月6日 - 6月22日 | 水曜 0:00 - 0:30（火曜深夜） | BS日テレ           | 日本全域   | BS/BS4K放送 / 『アニメにむちゅ〜』枠 |
|                        | 水曜 2:30 - 3:00（火曜深夜） | 毎日放送           | 近畿広域圏 | 製作参加 / 『アニメ特区』第1部       |
| 2022年4月7日 - 6月23日 | 木曜 21:30 - 22:00           | AT-X               | 日本全域   | CS放送 / 字幕放送 / リピート放送あり |
| 2022年4月9日 - 6月25日 | 土曜 1:55 - 2:25（金曜深夜） | チューリップテレビ | 富山県     | PAワークス本部拠点所在県             |

| 配信開始日    | 配信時間                   | 配信サイト |
| ------------- | -------------------------- | --- |
| 2022年3月31日 | 木曜 23:00 - 23:30         | ABEMA |
| 2022年4月7日  | 木曜 23:00 更新            | dアニメストア U-NEXT dTV アニメタイムズ |
| 2022年4月10日 | 日曜 23:00 更新            | Amazon Prime Video Netflix WOWOWオンデマンド アニメ放題 バンダイチャンネル Hulu FOD ひかりTV ニコニコチャンネル TVer MBS動画イズム GYAO! ビデオマーケット music.jp GYAO!ストア クランクイン！ビデオ |
|               | 日曜 23:00 - 23:30         | ニコニコ生放送 |
|               | 日曜 23:00以降 更新        | Disney+ |
| 2022年4月11日 | 月曜 0:00（日曜深夜） 更新 | TELASA J:COMオンデマンド milplus auスマートパスプレミアム |
|               | 月曜 10:00 更新            | DMM.com |
|               | 月曜 12:00 更新            | HAPPY!動画 |

### BD
| 巻     | 発売日        | 収録話         | 規格品番   |
| ------ | ------------- | -------------- | ---------- |
| 第一計 | 2022年6月29日 | 第1話 - 第4話  | EYXA-13727 |
| 第二計 | 2022年7月27日 | 第5話 - 第8話  | EYXA-13728 |
| 第三計 | 2022年8月31日 | 第9話 - 第12話 | EYXA-13730 |

## ゲーム
三國志14
コーエーテクモゲームスの三国志を題材にしたシミュレーションゲーム。特典のコラボ武将として本作の諸葛亮がDLCにて配信。キャラクター性能や相性が従来の諸葛亮とは若干異なっている。
三国志大戦（第2期）
三国志を題材にしたセガのアーケードゲーム。小川がイラストレーターとして参加しており、本作の諸葛亮孔明をモデルにした諸葛亮（声 - 小西克幸）が2021年3月9日より登場する。

## テレビドラマ
2023年9月27日から11月29日まで、フジテレビ系「水曜22時枠」にて放送された。主演は向井理。

### あらすじ（テレビドラマ）
234年、かつて劉備が望んだ天下泰平の世を果たせないまま五丈原で没した諸葛孔明。しかし気付くと若き日の姿でハロウィンで賑わう2022年の日本の東京渋谷におり、偶然から月見英子の歌を聴き感銘を受ける。英子を新たな主君と定め、彼女の歌で天下泰平の世を目指すと決めた孔明は、プロ歌手を目指しながらも埋もれている彼女の歌を世に広めるべく、軍師（マネージャー）として彼女をステージに立たせ計略を駆使し、英子のファンを増やしていく。英子も孔明の知略により同世代の仲間や友人を得て、また歌手としての経験を積んで成長し、遂に大型音楽フェス「サマーソニア」への出演が決定した。
しかしサマーソニア出演決定直後から、英子に無断でレーベル移籍話が進んだり、英子が世話になっているライブハウスの地上げ話が出てくるなど、不審な事態が連続して起き始める。それはライブハウスのオーナー小林を逆恨みする、スーパーアーティスト前園ケイジの差し金だった。大手広告代理店の御曹司でもあるケイジは、父親の伝手と金の力で音楽業界に干渉し、ゴーストライターに作詞作曲をさせて飼い殺しにしたり、気に入らない歌手を潰したりしていたのだ。ケイジに目を付けられた英子も、サマーソニアの当日、ケイジから様々な妨害を受けることになるが、孔明はそれを見越した計略でケイジに対抗する。

### キャスト（テレビドラマ）

#### 主要人物（テレビドラマ）
諸葛孔明
演 - 向井理（中国語吹き替え：李軼倫）
「#主人公」を参照。
学習や計略の際、綸巾から煙が出る。転生後の会話は日本語だが、計略の解説は中国語である。
2022年のハロウィン当日、東京渋谷に転生する。夢で劉備に再会すると三国時代に戻る懸念を抱きつつ、月見英子の軍師（マネージャー）として「音楽による天下泰平」を実現するため計略を駆使する。
月見英子
演 - 上白石萌歌（幼少期：三坂茉央）
「#フォース・キングダム / BBラウンジ」を参照。
「サマーソニア」への出場を目指すアマチュアシンガー。当初は既存曲のカヴァーを中心に活動していたが、ミア西表のアドバイスで自ら作詞作曲を手掛けるようになる。
母親と喧嘩をして家を飛び出し、ギター一本で東京に出る。渋谷の高架で酔っ払いにギターを壊され、飛び降り自殺をしようとしていたところを小林に止められる。
小林
演 - 森山未來
「#フォース・キングダム / BBラウンジ」を参照。
渋谷の小規模ライブハウス「BBラウンジ」のオーナー。元ギタリスト。
豹柄のスーツにサングラス姿。三国志オタクで、デスク上には人物カード、引出しには戦場のジオラマを仕込んでいる。
かつてはマリア・ディーゼルとバンド活動をしており、バンドの将来のためにサマーソニアへの出場を切望していたところ、関係者を名乗る男から裏金工作を持ちかけられる。しかし闇金から借金してまで工面した裏金は騙し取られたうえ、不正発覚により出場資格を永久剥奪される。その後は闇金への返済のために裏稼業に身を染め、敵対勢力の襲撃により瀕死状態となるが、ソロシンガーとして活動を続けていたマリアの歌とBBラウンジ前オーナーの保護により一命を取り留めている。
KABE太人（カベ たいじん）
演 - 宮世琉弥（第3話 - 最終話）
「#フォース・キングダム / BBラウンジ」を参照。
天才ラッパー。ショートパンツ姿。
胃腸が弱く急性胃腸炎になりやすいため、自宅アパートに引きこもっていたが、孔明の計略で現役復帰。特製の煎じ薬で食欲旺盛となる。
マリア・ディーゼル
演 - アヴちゃん（女王蜂）（第1話・第8話・最終話）
「#アーティスト」を参照。
月見英子が目標とする歌姫。過去に小林とバンドを組んでいたことがある。
BBラウンジで小林と意気投合してバンドを結成するものの、不正発覚によりサマーソニア出場の夢を絶たれバンドを解散。その後は歌手として活動し、紆余曲折を経て小林との交流が続いている。
前園ケイジ
演 - 関口メンディー
「#アーティスト」を参照。
スーパーアーティスト。大手広告代理店「電報社」の御曹司で、父を「パパ」と呼ぶ。サングラスと毛皮のコート、短いショートパンツ姿。
若手の頃に売り込みに行ったBBラウンジで、小林に偽王・袁術の例えでダメ出しをされたことがあり、それを根に持っている。

#### 三国志の人物（テレビドラマ）
「#三国志の人物」を参照。回想の場面などで登場するが、ここでは中国語となる。

劉備
演 - ディーン・フジオカ
孔明の主君。孔明の夢の中で、関羽と張飛とともに庵を訪れる。
関羽
演 - 本間朋晃
劉備の義兄弟。大食らい。
張飛
演 - 真壁刀義
劉備の義兄弟。大酒飲み。

#### その他（テレビドラマ）
メガネ女子
演 - 石野理子（第2話 - 最終話）
「#フォース・キングダム / BBラウンジ メガネボーイ」を参照。
英子ファンのメガネ女子。孔明が雇った密偵。KABEがアルバイトをするスーパーでは、服部（はっとり）として潜入している。
孔明の指示で英子の競合相手に潜入し、情報収集や計略を実行する。サマーソニアでシャトルバスの運転手として英子を会場に送り届けた時、初めて声を掛けられる。
春雄、夏希、秋彦、冬実
演 - 斉藤天鼓、御子柴彩里、宇佐卓真、奥山葵
電報社の系列会社「電報不動産」の社員。前園ケイジの取り巻きのパリピで、ケイジの命令でBBラウンジを潰そうとする。
それ以外にも、モブキャラとして敵味方関係なく出没する。

#### ゲスト（テレビドラマ）
第1話
ミア西表
演 - 菅原小春（第3話・第7話・最終話）
「#アーティスト」を参照。
インディーズレーベル「FUTERE AGAIN RECORDS」所属の女性シンガー。「ピンスタ」のフォロワーは10万人を超える。孔明からいつもフルネームで呼ばれる。
ビジュアルを売りにするが、本人は本格派シンガーを希望している。自身を慕う英子を毛嫌いするものの、次第に愚痴をこぼすようになる。社長と衝突して解雇されるが、「ミュージックバトラー」で英子の代役出演をしたことがきっかけで、大手レーベル「V-EX」に所属となる。
松田（まつだ）
演 - 村杉蝉之介（第3話・第7話・最終話）
ミア西表のマネージャー。中年男性。スーツ姿だが、片足はサンダルを履いている。
絶えずカメラを持ち歩き、ミアの指示でピンスタに掲載する写真を撮りまくる。のちにミアが解雇されると退職し、V-EXに移籍する。
山野（やまの）
演 - 七海ひろき（第7話）
FUTURE AGAIN RECORDSの女性社長。
ミアの歌に見切りをつけており、ビジュアルとパフォーマンスで売ろうとするものの、言う事を聞かないため解雇する。
DJ SATORI
演 - 結城駿（第3話・第4話）
「#フォース・キングダム / BBラウンジ」を参照。
BBラウンジのDJ。
MC
演 - RYO-Z（RIP SLYME）（第3話・最終話）
さまざまなライブで登場するMC。
ミア西表のバックダンサー
演 - 川本アレクサンダー、ジョエル、児玉彩愛、kEn kEn
前園ケイジのバックダンサー
演 - 周平（最終話）、Yasuharu Kawate（最終話）、KOU（最終話）、タイタン（最終話）
ゾンビパフォーマー
演 - 花火
ハロウィンパーティで騒ぐパフォーマー。
陸遜
演 - 市瀬秀和
「#三国志の人物」を参照。
三国時代の人物。呉の武将。
文官
演 - 中江翼（第2話）、結城駿
三国時代の人物。孔明の部下。孔明の臨終を見届ける。
童子
演 - 西川成沢（第2話・第5話・第6話）
三国時代の人物。孔明の庵の童子。孔明を訪ねてきた劉備らを応対する。

第2話
JET JACKET
「#アーティスト」を参照。
男性3人組のインディーズバンド。半袖姿。
RYO
演 - 森崎ウィン（最終話）
MASA
演 - 高尾悠希（最終話）
TAKU
演 - 松延知明（最終話）
JET JACKETメンバーの声
声 - 梶裕貴
孔明特製の煎じ薬によって美声となった3人の声。
近藤剛
演 - 嶋田久作（第3話・最終話）
「#業界人」を参照。
サマーソニアの総合プロデューサー。蛍光色のスーツに特徴的なサングラス姿。
霧島玲奈（きりしま れいな）
演 - アオイヤマダ（第3話・最終話）
「#業界人 近藤の秘書」を参照。
近藤と同じ色のスーツに金髪のボブカット姿。
大泉喬花
演 - ナヲ（マキシマム ザ ホルモン）（第7話）
「#その他」を参照。
孔明が住居を探す賃貸ショップの女性店員。
諸葛均（しょかつ きん）
演 - 小野翔平
三国時代の人物。孔明の弟。

第3話
赤兎馬カンフー
演 - ELLY（第4話・第8話・最終話）
「#アーティスト」を参照。
KABE太人が憧れるラッパー。「穴掘ってんじゃねえぞ」が口癖。
アザラシ「タマちゃん」が出没する多摩川の河川敷で清掃活動を行っている。楽曲制作に悩む英子の会話相手となり、サマーソニアでは拉致されそうになる英子を「穴を掘って」助ける。
佐々木（ささき）
演 - 村田凪（第4話）
「#その他」を参照。
KABE太人の高校時代の同級生。長身かつ長髪、眼鏡姿。
BBラウンジでKABEを応援する。
店長
演 - 今井隆文（第4話）
KABE太人がアルバイトをするスーパーの店長。

第4話
スティーブ・キド
演 - 長岡亮介（第5話・第6話）
「#アーティスト」を参照。
日本人編曲家。ギタリスト。
プリンにメンマを刺して食べるのが好き。
酒屋
演 - ダイスケはん（マキシマム ザ ホルモン）
BBラウンジに出入りする酒屋の男性。

第5話
AZALEA
「#アーティスト」を参照。
大手レーベル「KEY TIME」に所属する女性アイドルユニット。唐澤のプロデュースで、ピンク色の衣装にサングラス姿。元は音楽バンド。
サマーソニアに出演する条件「10万いいね」を達成するため、みなとヶ丘公園でゲリラライブを敢行する。
久遠七海
演 - 八木莉可子 （第4話・第6話・最終話）
一夏
演 - 葵うたの（第6話・最終話）
双葉
演 - 森ふた葉（第6話・最終話）
唐澤
演 - 和田聰宏（第6話）
「#業界人 唐澤寿彦」を参照。
AZALEAのプロデューサー。AZALEAの衣装と同じピンク色のスーツ姿。
太田（おおた）
演 - 足立理（第6話）
唐澤の部下。
スカイピース
演 - ☆イニ☆、テオくん（スカイピース）（本人役）
AZALEAのゲリラライブの告知をするウーチューバー（動画配信者）。
古参ファン
演 - 徳井健太（平成ノブシコブシ）（第6話）
「先生」と呼ばれるAZALEAの古参ファン。
AZALEAが売れていない頃からの熱狂的なファンで、情報を誰よりも早く入手している。ゲリラライブの開催地が「みなとヶ丘公園」であると言い当て、公園に待機していたAZALEA衣装の歌手（英子）が七海でないことを見抜く。

第6話
マネージャー
演 - MIYA
スティーブ・キドの女性マネージャー。

第7話
高井戸将也（たかいど まさや）
演 - 竹財輝之助
DBCテレビの音楽番組「ミュージックバトラー」のプロデューサー。ボウリング好き。
ケイジの命令で英子を突然訪ね、番組への出演を依頼する。英子を無理やり大手レーベルに移籍させ飼い殺しを目論むが、孔明の計略に阻まれケイジからも見捨てられる。
QUEENDOM
演 - QUEENDOM（本人役）
音楽番組「ミュージックバトラー」の出演者。「チキチキバンバン」をパフォーマンスする。
浩瀬
演 - DJ KOO
「#業界人」を参照。
V-EXのパリピな男性プロデューサー。
ミュージックバトラーで代役出演したミア西表を気に入りスカウトする。
夏目（なつめ）
演 - 内藤秀一郎（第8話・第9話・最終話）
前園ケイジのマネージャー。ケイジと同じく短いショートパンツ姿。
ケイジの理不尽な命令にも素直に従うが、サマーソニアで怒りを爆発させる。
黒川（くろかわ）
演 - ついひじ杏奈
「ミュージックバトラー」のAP（アシスタント・プロデューサー）。
ディレクター
演 - 今井隆文
ミュージックバトラーのディレクター。

第8話
吉永（よしなが）
演 - 谷中敦
BBラウンジの前オーナー。三国志マニア。
バンドを転々としていた小林を雇う。後に、裏稼業で命を落としかけた小林を保護し、若手ミュージシャンの育成と三国志の楽しさを教えるが急死する。
高田（たかだ）
演 - 田畑智子
英子が通っていた「京都ひまわり幼稚園」の女性教諭。
英子の母
演 - 安藤裕子
「#京都 月見翔子」を参照。
バンドメンバー
演 - GOTO、村田シゲ、Wataru Sato
小林とマリア・ディーゼルが組んでいたバンドのメンバー。
バンドメンバー
演 - 佐々木侑太、Junko、山近拓音
かつて小林が助っ人としてギターを弾いていたバンドのメンバー。
大将
演 - 今井隆文
ケイジがマリアのために予約した高級寿司店の大将。

第9話
イースト・サウス
「#フォース・キングダム / BBラウンジ」を参照。
男性2人組のバンド。2人ともショートパンツ姿。
2021年に活動を休止し、契約金1億円で前園ケイジのゴーストライターとなっていた。孔明から渡されたEIKO（英子）の楽曲「Time Capsule」に心を動かされ、サマーソニアのステージで復帰。英子やKABEと共演する。
南房
演 - 休日課長（最終話）
ベース。
東山
演 - 石崎ひゅーい（最終話）
ギター。
ダイナー
演 - 渡辺大知（最終話）
「#アーティスト」を参照。
KABE太人の先輩ラッパー。三国志には無知。
小林が例えた姜維（忠臣）や魏延（逆臣）をスルーする。
若者
演 - 詩羽
タワーレコードの客。
イースト・サウスのCDを購入する孔明に、「変な格好だけど音楽の趣味がいい」と声をかける。
支配人
演 - 今井隆文
ライブハウスの支配人。
イースト・サウスに「音楽はいいけど華がない」と指摘する。

最終話
幾田りら
演 - 幾田りら（本人役）
前園ケイジと知り合いの女性歌手。
サマーソニアの当日、英子と小林の進路を塞ぐように撮影する。
米田（よねだ）
演 - ハラミちゃん
サマーソニアの運営スタッフ。
南房佐智子（なんぼう さちこ）、南房麻依（なんぼう まい）
演 - 関根史織、板垣樹
「イースト・サウス」南房の妻と娘。
東山美玲（ひがしやま みれい）
演 - MICO
「イースト・サウス」東山の妹。
運転手
演 - 上田航平
サマーソニアのシャトルバスの運転手。
ケイジに買収され英子を拉致しようとするが、赤兎馬カンフーが掘った穴に転落する。

### スタッフ（テレビドラマ）
- 原作 - 四葉夕卜（原作）、小川亮（漫画）『パリピ孔明』（講談社『ヤングマガジン』連載）[10][126]
- 企画 - 髙木由佳（フジテレビ）[126]
- 脚本 - 根本ノンジ[126]
- 音楽 - 近谷直之[126]
- 中国語監修 - 渡邉義浩
- 三国志イラスト - 長野剛
- 三国志協力 - 八尾匡美、古東晃子
- 中国語指導・翻訳 - 胡州路
- 中国語翻訳 - 馮革
- 歌唱指導 - NORIKO K、MEZZ
- ギター指導 - 樋口征宏
- 振付 - 辻本知彦
- 演出 - 渋江修平[126]、池田千尋、渡部篤史
- プロデューサー - 八尾香澄[126]
- 制作協力 - C&Iエンタテインメント[126]
- 制作著作 - フジテレビ[126]

### 劇中歌（テレビドラマ）
第1話
「タイム・トラベル」
EIKOの歌唱曲。オリジナル歌唱は原田真二。作詞は松本隆、作曲は原田真二、ハロウィンバージョンの編曲は近谷直之、BBラウンジバージョンの編曲はDr.Pay。
「真夜中のドア〜Stay With Me」
EIKOの歌唱曲。オリジナル歌唱は松原みき。作詞は三浦徳子、作曲は林哲司、編曲はPARKGOLF。
「Running out」
ミア西表の歌唱曲。作詞はMEZZ、作曲はDr.Pay。
「SO SO」（第6話・最終話）
前園ケイジの歌唱曲。作詞・作曲はPURPLE NIGHT。

第2話
「MID DAY」
JET JACKETの歌唱曲。作詞・作曲はKOSEN。
「Blue Yell」
JET JACKETの歌唱曲。作詞・作曲はネオルニ。
「堕天」
EIKOの歌唱曲。オリジナル歌唱はCreepy Nuts。作詞はR-指定、作曲はDJ松永、編曲はESME MORI。

第3話
「サヨナラCOLOR」
EIKOの歌唱曲。オリジナル歌唱はSUPER BUTTER DOG。作詞・作曲は永積タカシ、編曲はESME MORI。

第4話
「I'm still alive today」
EIKO、久遠七海の歌唱曲。作詞は薔薇園アヴ、作曲は今井了介。
「Beat for Rap Battle」
諸葛孔明、KABE太人のラップ歌唱曲。作曲は近谷直之・ネオルニ・SHOGO（elements）。

第5話
「DREAMER」
EIKOの歌唱曲。作詞・作曲は幾田りら。
「I'm still alive today」
EIKO、久遠七海の歌唱曲。作詞は薔薇園アヴ、作曲は今井了介、編曲はネオルニ。
「No Future But Go To Future」
AZALEAの歌唱曲。作詞・作曲はCMJK。

第6話
「DREAMER」（最終話）
EIKOの歌唱曲。作詞・作曲は幾田りら、編曲は前田佑・今井了介。
「No Future But Go To Future」
AZALEA、EIKOの歌唱曲。作詞・作曲はCMJK。
「ChocoPate」
AZALEAの歌唱曲。作詞はTKMc、作曲はTGMX。

第7話
「DREAMER」
ミア西表の歌唱曲。作詞・作曲は幾田りら、編曲は前田佑・今井了介。
「チキチキバンバン」
「QUEENDOM」の歌唱曲。オリジナル歌唱はJOLLY。作詞・作曲はTarcsi Zoltan、日本語作詞はRUCCA。

第8話
「I'm still alive today」
マリア・ディーゼルの歌唱曲。作詞は薔薇園アヴ、作曲・編曲は今井了介、バンド編曲はGeorge（MOP of HEAD）。
「Time Capsule」
EIKOの歌唱曲。作詞・作曲は内澤崇仁、編曲はandrop・近谷直之。

最終話
「Beat for SUMMER SONIA」
前園ケイジ、KABE太人のラップ歌唱曲。作曲はGP（餓鬼レンジャー）。
「Time Capsule」
EIKO、イースト・サウス、KABE太人の歌唱曲。作詞・作曲は内澤崇仁、ラップ作詞はLITTLE（KICK THE CAN CREW）、編曲はandrop・近谷直之。
「I'm still alive today」
マリア・ディーゼル、EIKOの歌唱曲。作詞は薔薇園アヴ、作曲・編曲は今井了介。

### 放送日程
| 各話                                                                        | 放送日   | サブタイトル                    | サブタイトル                                  | 演出     | 視聴率 |
| 各話                                                                        | 放送日   | 本放送                          | 配信                                          | 演出     | 視聴率 |
| --------------------------------------------------------------------------- | -------- | ------------------------------- | --------------------------------------------- | -------- | ------ |
| 第1話                                                                       | 09月27日 | 諸葛孔明、渋谷に降臨!           | 天才軍師孔明が渋谷に転生!音楽コメディー開幕   | 渋江修平 | 6.1%   |
| 第2話                                                                       | 10月04日 | 孔明、フェスに初参戦!           | 新たな刺客とフェスで対決!孔明の秘策とは?      | 渋江修平 | 5.3%   |
| 第3話                                                                       | 10月11日 | 気弱な最強ラッパーを仲間に!?    | 気弱な最強ラッパーを仲間に!?                  | 渋江修平 | 5.5％  |
| 第4話                                                                       | 10月18日 | ラップバトル開幕!!              | ラップバトル開幕!孔明お経ラップ披露!          | 渋江修平 | 4.0%   |
| 第5話                                                                       | 10月25日 | 孔明、敵陣に潜入!?              | 英子新曲披露!友の正体とは..                   | 池田千尋 | 3.8%   |
| 第6話                                                                       | 11月01日 | 孔明の計略、10万イイネを盗め!   | 10万イイネ獲得の壁!友との対決の行方は..       | 池田千尋 | 4.5%   |
| 第7話                                                                       | 11月08日 | 孔明とミアの密談!?              | 英子TV出演決定?企みを阻止せよ!                | 渡部篤史 | 3.8%   |
| 第8話                                                                       | 11月15日 | 孔明、仲間に策を仕掛ける!?      | 孔明、仲間に策を仕掛ける!?オーナーの過去とは… | 渋江修平 | 3.6%   |
| 第9話                                                                       | 11月22日 | ケイジ始動!孔明陣営、大ピンチ!? | ケイジ始動!孔明陣営大ピンチ!?                 | 池田千尋 | 3.7%   |
| 第10話 （最終話）                                                           | 11月29日 | さよなら孔明―                   | さよなら孔明―天下泰平の世へ                   | 渋江修平 | 4.4%   |
| 平均視聴率 4.5%（視聴率はビデオリサーチ調べ、関東地区・世帯・リアルタイム） |          |                                 |                                               |          |        |

- 初回は22時 - 23時9分の15分拡大放送。

### スピンオフドラマ
『パリピ関羽&張飛』のタイトルで、動画配信サービス「FOD」にて配信。また、フジテレビにて11月27日から3夜連続で放送。全3話。
JET JACKETのボーカルRYOを演じる森崎ウィンと、AZALEAのベースボーカル・久遠七海を演じる八木莉可子のW主演。神奈川・KT Zepp Yokohamaで行われたJET JACKETとAZALEAのバンド対決の模様を描く。

#### キャスト（スピンオフドラマ）
- RYO - 森崎ウィン[129]
- 久遠七海 - 八木莉可子[129]
- MASA - 高尾悠希[129]
- TAKU - 松延知明[129]
- 一夏 - 葵うたの[129]
- 双葉 - 森ふた葉[129]
- 関羽 - 本間朋晃[129]
  - 関羽の声 - 津田健次郎[129]
- 張飛 - 真壁刀義[129]
- ナレーション - ディーン・フジオカ[129]

#### スタッフ（スピンオフドラマ）
- 脚本 - 根本ノンジ[131]
- 音楽 - 近谷直之[131]
- 演出 - 渡部篤史[131]
- 企画 - 髙木由佳（フジテレビ）[131]
- プロデュース - 八尾香澄、佐藤幹也[131]
- 制作協力 - C&Iエンタテインメント、ポトフ[131]
- 制作著作 - フジテレビ[131]

#### 配信日程（スピンオフドラマ）
| 各話  | 配信日   | 放送日   | サブタイトル             |
| ----- | -------- | -------- | ------------------------ |
| 第1話 | 11月01日 | 11月27日 | 軍師になってください!    |
| 第2話 | 11月01日 | 11月28日 | 善に従うこと流るるが如し |
| 第3話 | 11月01日 | 11月29日 | お前らも義兄弟か!        |

| フジテレビ系列 水曜10時枠の連続ドラマ  | フジテレビ系列 水曜10時枠の連続ドラマ   | フジテレビ系列 水曜10時枠の連続ドラマ        |
| 前番組                                 | 番組名                                  | 次番組                                       |
| -------------------------------------- | --------------------------------------- | -------------------------------------------- |
| ばらかもん （2023年7月12日 - 9月20日） | パリピ孔明 （2023年9月27日 - 11月29日） | 婚活1000本ノック （2024年1月17日 - 3月20日） |

## 実写映画
上記テレビドラマの続編として、『パリピ孔明 THE MOVIE』のタイトルで2025年4月25日に公開された。

### キャスト（実写映画）
- 諸葛孔明：向井理[11][12]
- 月見英子：上白石萌歌[11][12]
- 司馬潤：神尾楓珠[11][12]
- shin：詩羽[11][12]
- KABE太人：宮世琉弥[132]
- 久遠七海：八木莉可子[132]
- 前園ケイジ：関口メンディー[132]
- RYO：森崎ウィン[132]（喉に効く煎じ薬を飲んだ時の声：梶裕貴[133]）
- 南房：休日課長[132]
- 東山：石崎ひゅーい[132]
- 赤兎馬カンフー：ELLY[132]
- マリア・ディーゼル：アヴちゃん（女王蜂）[134]
- ミア西表：菅原小春[132]
- 関羽：本間朋晃[132]
- 張飛：真壁刀義[132]
- メガネ女子：石野理子[132]
- 城之内きすく：くっきー![134]
- 浩瀬：DJ KOO[134]
- 唐澤寿彦：和田聰宏[134]
- スティーブ・キド：長岡亮介[132]
- 浦間：SAM[134]
- 伊達：こだまたいち[134]
- 岩田剛典：岩田剛典（本人役）[135]
- 亀井聖矢：亀井聖矢（本人役）[134]
- &TEAM：&TEAM（本人役）[136]
- 水森かおり：水森かおり（本人役）[135]
- アバンギャルディ：アバンギャルディ（本人役）[135]
- KOMOREBI：KOMOREBI（本人役）[135]
- 岡部P：山添寛[137]
- アワードの観客：崎山蒼志[138]
- 幾田りら：幾田りら（本人役）[139]
- ゲームセンターの若者：石原慎也[140]
- 若者たち：木戸大聖[141]、若林時英[141]
- 音楽スタジオのミキサー：杢代和人[141]
- バトルフェスのスタッフ：長谷川慎[141]
- バトルフェスの技術スタッフ：RYO-Z[141]、ILMARI[141]
- バトルフェスの審査員：富栄ドラム[141]、田中シェン[141]
- ロイド・リー：マーティ・フリードマン[141]
- 小室哲哉：小室哲哉（本人役）[142]
- 「アヤステ!」MC：上戸彩[143]
- flumpool：flumpool（本人役）[133]
- MCマモ：宮野真守[135]
- 鈴木エイヴィル：菊地凛子[134]
- 劉備：ディーン・フジオカ[11][12]
- 小林：森山未來[11][12]

### スタッフ（実写映画）
- 原作：原作・四葉タト / 漫画・小川亮『パリピ孔明』（講談社『ヤングマガジン』連載）[12]
- 監督：渋江修平[11][12]
- 脚本：根本ノンジ[11][12]
- 音楽：近谷直之[144]
- 製作：矢延隆生、髙𣘺敏弘、角田真敏[144]
- 製作統括：臼井裕詞[144]
- プロデューサー：髙木由佳、八尾香澄[144]
- アソシエイトプロデューサー：松田佳奈[144]
- ラインプロデューサー：梶川信幸[144]
- 音楽プロデューサー：齋見泰正[144]
- 音楽ディレクター：横倉昌秀[144]
- 撮影：新出一真[144]
- 照明：小林仁[144]
- 録音：矢野正人[144]
- 美術：棈木陽次[144]
- 装飾：竹原丈二[144]
- 編集：臼杵恵理[144]
- スタイリスト：Babymix[144]
- ヘアメイク：中村了太[144]
- テクニカルスーパーバイザー：佐藤英樹[144]
- VFXプロデューサー：羽原直栄[144]
- 音響効果：荒川きよし[144]
- スクリプター：丹羽春乃[144]
- 助監督：足立博[144]
- 制作担当：木村利明[144]
- 配給：松竹[11][12]
- 制作プロダクション：C&Iエンタテインメント
- 製作：「パリピ孔明 THE MOVIE」製作委員会（フジテレビジョン、松竹、講談社、FNS27社）[12]

### 楽曲（実写映画）
「Count on me」
作詞・作曲：石原慎也 / 歌：EIKO

## 舞台
2024年5月3日から11日まで、東京の天王洲 銀河劇場と大阪のサンケイホールブリーゼで上演された。主演は藤田玲。

### キャスト（舞台）
- 諸葛孔明 - 藤田玲[146]
- 月見英子 - 岩田陽葵[146]
- 久遠七海 - 小泉萌香[146]
  - 声（アンダースタディ） - 椎名朱音[149]
- KABE太人 - 高尾楓弥（BUDDiiS）[146]
- オーナー小林 - なだぎ武[146]
- ミア西表 - 立道梨緒奈[146]
- ファン1号 - 大野紘幸[146]
- 赤兎馬カンフー - 沖野晃司[146]
- 唐澤 - 碕理人[146]
- 双葉 - 眞鍋杏樹（NMB48）[146]
- ミアのマネージャー - 大澤信児[146]
- MASA - 宮尾颯[146]
- TAKU - 岩崎友泰[146]
- 一夏 - 夏目桃佳[146]
- BB lounge ボーイ - 水田達貴[146]
- AZALEA スタッフ - 浅野郁哉[146]
- 秘書 - 木村真梨子[146]
- ラッパーキング - King Boy（アケガラス）[146][150]
- ゲスト - DOTAMA、稲垣成弥、TKda黒ぶち、千葉翔也、MICRO（HOME MADE 家族）、盛山晋太郎（見取り図）、杉本青空（からし蓮根）、笹本はやて（ネイチャーバーガー）[146]

### スタッフ（舞台）
- 原作 - 四葉夕卜（原作）、小川亮（漫画）『パリピ孔明』（講談社『ヤングマガジン』連載）[146][147]
- 脚本・演出 - 石田明（NON STYLE）[146]